# دار القضاء (الشارقة)
دار القضاء بإمارة الشارقة، قام بافتتاحها سمو الشيخ سلطان بن محمد القاسمي عضو المجلس الأعلى حاكم الشارقة في يوم الخميس الموافق 17 يناير 2008 بتكلفة تصل 55 مليون درهم. يتميز مبنى دار القضاء بتصميمه المعماري الإسلامي والذي يعود بك إلى زمن الفن الإسلامي وكأنك تقف أمام لوحة فنية ساحرة، ويتكون المبنى من سرداب وطابق أرضي إضافة إلى أربعة طوابق فيما يعلوه قبـه في غاية الجمال.
فيما يضم الدور الأرضي المحكمة الابتدائية وقسم التنفيذ والتبليغات وكاتب العدل إضافة إلى أعضاء النيابة العامة والشؤون الإدارية والمالية والأرشيف.
بينما يضم الدور الأول المحكمة المدنية ومكاتب رئيس المحكمة والقضاة اللعاملين إضافة إلى القاعات والتفتيش القضائي والسادة النيابة العامة، فيما خصص الطابق الثاني للمحكمة الشرعية الابتدائية ومكاتب رئيس المحكمة والقضاة وباقي الأقسام المختلفة والقاعات، وتم تخصيص الطابق الثالث لمحكمة الاستئناف وتحوي مكاتب رئيس المحكمة والقضاة والأقسام المختلفة إضافة إلى القاعات وقسم شؤون القصر.
ليأتي الدور الرابع لمكتب وزير العدل ومكتب رئيس دائرة العدل بإمارة الشارقة إضافة مكتبة عامة وقاعة اجتماعات وقسم الحاسب الآلي وقاعات للتدريب على الكمبيوتر، فيما يحتوي السرداب على التوقيف (السجن) والمستودعات إضافة إلى مسجدًا إضافة إلى تخصيص غرف للسادة المحامين والمحاميات في كل دور من المبنى.
يشغل القاضي احمد راشد السلمان رئيس محكمة الشارقة الاتحادية الاستئنافية.